# Enrique Dussel
Enrique Domingo Dussel Ambrosini (La Paz, 24 dicembre 1934 – Città del Messico, 5 novembre 2023) è stato uno scrittore e filosofo argentino naturalizzato messicano.

## Biografia
Nato in Argentina, fu costretto all'esilio in Messico nel 1975, dopo che la sua abitazione subì un attacco da parte di un gruppo militare nel 1973. Ottenne poi la cittadinanza messicana. Fu professore del dipartimento di filosofia dell'Università Autonoma Metropolitana (UAM), a Città del Messico. Insegnò anche all'Università Nazionale Autonoma del Messico (UNAM). Conseguì un dottorato in filosofia all'Università Complutense di Madrid e un dottorato in storia presso la Sorbona di Parigi. Ottenne inoltre una licenza in teologia a Parigi e Münster. Fu insignito di un dottorato honoris causa dall'università di Friburgo in Svizzera e dall'università di San Andrés in Bolivia. Insegnò, in qualità di visiting professor, presso l'università di Francoforte, l'università di Notre Dame, l'università statale della California a Los Angeles, la Loyola University di Chicago, l'università Duke, l'università Vanderbilt, l'università di Harvard, e altrove. Nel marzo 2013 venne nominato Presidente dell'Università Autonoma di Città del Messico per un anno.
Intrattenne dialoghi con filosofi quali Karl-Otto Apel, Gianni Vattimo, Jürgen Habermas, Richard Rorty e Emmanuel Lévinas.
Insieme ad altri fondò il movimento noto come Filosofia della Liberazione e il suo lavoro è focalizzato sugli ambiti dell'etica e della filosofia politica. Attraverso il suo pensiero critico propose un nuovo modo di leggere la storia universale, che mette in crisi il discorso eurocentrico. Autore di oltre cinquanta saggi, si è occupato di varie tematiche, tra cui: teologia, politica, filosofia, etica, filosofia politica, estetica  e ontologia. Ha criticato il concetto di postmodernità, preferendo il termine "trans-modernità".